# Grand prieuré de Champagne
Le grand prieuré de Champagne - d'abord prieuré de Champagne - a été créé quelques années après la dévolution des biens de l'ordre du Temple aux Hospitaliers. En juillet 1317, le grand maître Foulques de Villaret ayant été déposé, le pape Jean XXII prend la direction de l'Ordre. À la suite d'une demande de plusieurs dignitaires hospitaliers, il décide le démembrement du prieuré de France, devenu trop important, et il crée deux autres prieurés, celui d'Aquitaine, et celui de Champagne. La Langue de France comprend alors, jusqu'à la Révolution, trois prieurés. Le 21 juillet, Jean XXII nomme Henri de Mesnils prieur de Champagne,.
D'abord dénommé prieuré de Champagne, le terme grand prieuré devient habituel à partir du XVIe siècle. Son territoire s'étend sur une partie importante du comté de Champagne, du duché de Bourgogne et du duché de Lorraine.

## Liste des prieurs
| Commandeur                                                                          | Depuis                    | Dates                          | Autres fonctions | Armoiries | Observations                                                                              |
| ----------------------------------------------------------------------------------- | ------------------------- | ------------------------------ | --- | --------- | ----------------------------------------------------------------------------------------- |
| Henri de Mesnils                                                                    | 1317                      | 21/07/1317 1330                | |           | [ 1 ]                                                                                     |
| Ferry de Fougerolles                                                                | 1330                      | 1330 1345 1349 19/06/1353 1356 | Commandeur de Cerisiers (1317) Prieur d'Aquitaine (1340)                                                                                          |           | ,                                                                                         |
| Girard de Montagny                                                                  | 1360                      |                                | |           |                                                                                           |
| Jean Garnier d'Angeux                                                               | 1362 1386                 |                                | |           |                                                                                           |
| Guillaume de Fontenoy                                                               | 1386 1419                 |                                | |           |                                                                                           |
| Jean de Fontaines                                                                   | 19/09/1420 1430           |                                | |           |                                                                                           |
| Hugues d'Arcy                                                                       | 1430 1462                 |                                | |           |                                                                                           |
| Étienne de Busseul                                                                  | 1463 1464                 |                                | |           |                                                                                           |
| Gérard du Hem                                                                       | 13/12/1464 1478           |                                | |           |                                                                                           |
| Guillaume d'Appelvoisin                                                             | 1478 1488                 | 03/12/1478                     | |           |                                                                                           |
| Hélie du Bois                                                                       | 29/01/1489 1510           |                                | Commandeur de Beaune, Bures, Epailly, Lorraine (Grand prieuré de Champagne) Villegast, Baigneux, Vouston, le Foilhoux (Grand prieuré d'Aquitaine) |           | † 2 juillet 1510 Inhumé dans l'église de Voulaines-les-Templiers.                         |
| Pierre de Bosredon                                                                  | 1511                      | 1424 15/07/1513                | Commandeur de la Romagne, Pontaubert, Bellecroix, Mormant, Thors, Avalleur, Robécourt, Uncey, Arbigny                                             |           | Inhumé à Mormant                                                                          |
| Jacques Aymer                                                                       | 19/12/1513                |                                | |           |                                                                                           |
| Léon de Montalembert d'Essé                                                         | 1551                      |                                | chevalier de l'ordre de Saint-Jean de Jérusalem                                                                                                   |           |                                                                                           |
| Michel de Sèvre                                                                     | 1571 1574 1581 1584 1590  |                                | Commandeur de Bures, Epailly, Beaune et Mormant                                                                                                   |           |                                                                                           |
| Pierre de Beaujeu                                                                   | 07/09/1607 1608 1623 1635 |                                | |           | [ 7 ]                                                                                     |
| Philibert de Foissy                                                                 | 29/03/1616                |                                | |           | † 29 mars 1616 Inhumé dans l'église de Voulaines-les-Templiers.                           |
| Amador de La Porte                                                                  | 18/02/1637 06/10/1639     |                                | Commandeur de la Braque (1616-1627) Commandeur de Haute-Avesnes (1635) Grand prieur de France (1639-1644)                                         |           | † 31 octobre 1644 Inhumé dans l'église Notre-Dame-du-Temple (enclos du Temple, Paris).    |
| François de Vion de Tessancourt                                                     | 31/08/1647 1648 1650      |                                | Commandeur de Saint-Étienne de Renneville |           | † 1650                                                                                    |
| François de Courseuil-Rouvrai                                                       | 1658                      |                                | |           | † 1658 Inhumé dans l'église de Voulaines-les-Templiers.                                   |
| Pierre de Cullan                                                                    | 1684                      | 10/05/1684                     | Commandeur d'Auxerre (1670-1672) Receveur du commun trésor de l'ordre au grand prieuré de France (1670-1675)                                      |           | Inhumé sous la chapelle Saint-Hubert, église de Voulaines-les-Templiers le 10 mai 1684.   |
| Jean du Fresnoy                                                                     | 14/02/1689 1707           |                                | Commandeur de Sommereux, Epailly, Bures et autres lieux                                                                                           |           | † 31 mai 1707 Inhumé dans l'église de Voulaines-les-Templiers le 3 juin 1707.             |
| J.-B. de Frenoy                                                                     |                           |                                | |           | † 26 septembre 1720.                                                                      |
| Charles de Charbonneau de Forte Ecuyère                                             | 29/08/1725                |                                | |           | † 29 août 1725 Inhumé dans l'église de Voulaines-les-Templiers.                           |
| Charles-Antoine de Fourneau Charles-Antoine des Fourneaux de Cruickenbourg          | 1726 1729                 |                                | Commandeur de la Braque |           | Né le 23 décembre 1658 † 28 février 1729.                                                 |
| Gaspard Félicien de Sommièvre                                                       | 1732                      |                                | |           | Inhumé dans l'église de Voulaines-les-Templiers le 3 janvier 1732.,                       |
| Bernard Daverne                                                                     | 1743                      | 1745                           | |           | [ 20 ]                                                                                    |
| Louis Henri de Beaupoil de Saint-Aulaire                                            | 1755                      |                                | |           | † Châtillon-sur-Seine Inhumé dans l'église de Voulaines-les-Templiers le 30 juillet 1755. |
| Antoine-Charles Damas de Marsilly                                                   | 1756                      | 1757 04/11/1757                | Commandeur de Marbotte (1732-1752), de Doncourt (1732-1733), de Montmorot (1751-1752), puis de Châlon-sur-Saône                                   |           | † 04 novembre 1757.                                                                       |
| Adrien de La Vieuville de Vignacourt Adrien de La Viefville d’Orvillé de Vignacourt | 1758                      | 1758 29/09/1774                | |           | , † 29 septembre 1774.                                                                    |
| Bernardin Hippolyte de Marbeuf                                                      | 1775 1784                 |                                | |           | † 25 octobre 1784 Inhumé dans l'église de Voulaines-les-Templiers le 27 octobre 1784.     |

1. ↑  Jean-Marc Roger, Le prieuré de Champagne des Chevaliers de Rhodes (1317-1522), t. 1, Paris, 2001, p. 291-293
2. ↑  Jean-Marc Roger, « La réforme de l'Hôpital par Jean XXII : Le démembrement des prieurés de Saint-Gilles et de France (21 juillet 1317) », dans Helen Nicholson, On the Margins of Crusading : The Military Orders, the Papacy and the christian world, Ashgate, 2013, 4e éd., 224 p. (ISBN 978-1-4094-3217-3, présentation en ligne), p. 110 (note 63)
3. ↑  Roger 2001, p. 293-298 ; Henri Beauchet-Filleau et Charles Chergé, Dictionnaire historique et généalogique des familles du Poitou, t. 2, Imprimerie Oudin et Cie, 1895, 2e éd., p. 789 (vers 1340 à 1344 env.), lire en ligne sur Gallica ; Inventaire sommaire des archives départementales de la Côte-d'Or antèrieures à 1790, vol. 1, Darantière, 1898 (présentation en ligne), p. 512 (en 1345) ; Mémoires de la société d'archéologie Lorraine, vol. 46, 1896 (présentation en ligne), p. 105 (en 1349) ; Paris et Ile-de-France : Mémoires, vol. 60, 2009 (présentation en ligne), p. 197 (le 19 juin 1353)
4. ↑  Archives départementales de Meurthe-et-Moselle, H. 3133 : "donation faite, en 1349, par le grand prieur de Champagne, à la duchesse Marie de Blois, des dîmes d’Einville, moyennant quoi elle affranchit les maisons de l’ordre, ses hommes et sujets, de toutes demandes, exactions, impositions et autres servitudes".
5. ↑  Jean-Bernard de Vaivre, « Le gisant de Fr. Hélie du Bois, prieur de Champagne et commandeur de Chalon de l’Ordre des Hospitaliers », Bulletin de l'histoire et du patrimoine de l'ordre de Malte, no 28,‎ 2013 (ISSN 1252-9893, présentation en ligne), p. 46
6. 1 2 3  Vaivre 2013, p. 44
7. ↑  François de Haudessens d'Escluseaulx, Privilèges des papes, empereurs, rois et princes de la chrétienté, accordez à l'ordre Saint Jean de Hiérusalem, 1700 (lire en ligne), p. 188, 239, 1232
8. ↑  Xavier Quenot, « La tombe de Philibert de Foissy grand prieur de Champagne », Bulletin de l'histoire et du patrimoine de l'ordre de Malte, no 28,‎ 2013 (ISSN 1252-9893, présentation en ligne), p. 54
9. ↑  Léopold Devillers, Inventaire analytique des archives des commanderies belges de l'Ordre de Saint-Jean de Jérusalem ou de Malte, vol. 18, 1876 (lire en ligne), p. xvii, 163, 166 ; Haudessens d'Escluseaulx 1700, p. 239, 495-496, lire sur Google Livres
10. ↑  Haudessens d'Escluseaulx 1700, p. 239-240, 1136, lire sur Google Livres
11. ↑  Jean-Marc Roger, « Amador de la Porte et le gouvernement de la Rochelle », Recherches vendéennes, vol. 16 « Richelieu, de l'évêque au ministre: actes du colloque tenu à Luçon le 25 avril 2008 »,‎ 2009, p. 67-69, 84 (présentation en ligne)Promu grand prieur de France le 07 octobre 1639
12. ↑  Haudessens d'Escluseaulx 1700, p. 1118-1119, lire sur Google Livres
13. ↑  Roger 2009, p. 87, 89
14. ↑  Haudessens d'Escluseaulx 1700, p. 241, 316-317, 490, 1072, 1076, lire sur Google Livres
15. ↑  Haudessens d'Escluseaulx 1700, p. 261-262, 894-895, 935-937, 951, 1187-1189, lire sur Google Livres
16. ↑  Haudessens d'Escluseaulx 1700, p. 894-895, 1023, lire sur Google Livres
17. 1 2 3 4 5 6  Quenot 2013, p. 53
18. ↑  Haudessens d'Escluseaulx 1700, p. 687-690, lire sur Google Livres
19. 1 2  Archives départementales de Meurthe-et-Moselle, H. 3245.
20. ↑  Archives départementales de Meurthe-et-Moselle, H. 3247-3248.
21. ↑  Archives départementales de Meurthe-et-Moselle, H. 3184, 3259, 3266, 3282.
22. ↑  Catherine Guyon, André Philippe et François Dousset, Archives départementales des Vosges - 50 H - Ordres religieux militaires : Répertoire numérique détaillé - (commanderies de Robécourt et de Laon, grands prieurés d’Aquitaine et de Champagne), Épinal, 2007 (1re éd. 1956) (lire en ligne), p. 5Cote LH 4: Le bailli de Vignacourt, grand prieur de Champagne, 01 mars 1772.
23. ↑  Inventaire-sommaire des Archives départementales de Meurthe-et-Moselle, série H, H. 3287.

## Liste des principales commanderies du grand prieuré de Champagne
| Titre | Commanderie               | Origine                    | Création | Dévolution | Diocèse | Observations                                                                           |
| --- | ------------------------- | -------------------------- | -------- | ---------- | ------- | -------------------------------------------------------------------------------------- |
| Commanderie d' | Avalleur                  | Templiers                  |          |            | Langres |                                                                                        |
| Commanderie de | Beaune                    | Hospitaliers et Templiers  |          |            | Autun   | Chambre prieurale à partir de 1429                                                     |
| Commanderie de | Bellecroix                | Hospitaliers               |          |            | Autun   |                                                                                        |
| Commanderie de | Braux                     | Maison-Dieu                |          |            | Châlons | réservée aux frères chapelains et servans d'armes                                      |
| Commanderie de | Bure                      | Templiers                  |          |            | Langres | chambre prieurale à partir de 1362                                                     |
| Commanderie de | Chalon-sur-Saône          | Templiers                  |          |            | Autun   |                                                                                        |
| Commanderie du | Corgebin                  | Templiers                  |          |            | Langres |                                                                                        |
| Commanderie d' | Épailly                   | Templiers                  |          |            | Langres |                                                                                        |
| Commanderie de | Fontenotte                | Templiers                  |          |            | Langres |                                                                                        |
| Commanderie de | Gelucourt                 | Templiers                  |          |            | Metz    |                                                                                        |
| Commanderie de | la Madeleine              | Hospitaliers               |          |            | Langres |                                                                                        |
| Commanderie de | La Romagne                | Templiers                  |          |            | Langres |                                                                                        |
| Commanderie de | les Nouvaux               | Hospitaliers               |          |            | Langres |                                                                                        |
| Commanderie de | Lorraine                  | Hospitaliers               |          |            | Toul    |                                                                                        |
| Commanderie de | Marbotte                  | Templiers                  |          |            | Verdun  |                                                                                        |
| Commanderie de | Marchesoy                 | Templiers                  |          |            | Langres |                                                                                        |
| Abbaye de | Mormant                   | Augustins                  | 1095/99  | 1225/1312  | Langres | Augustins - 1225 Hospitaliers - 1227 Augustins - 1300 Templiers - 1312/15 Hospitaliers |
| Commanderie de | Saint-Jean en Chambre     | Hospitaliers               |          |            | Trèves  |                                                                                        |
| Commanderie de | Saint-Jean du Vieil-Aître | Templiers[réf. nécessaire] |          |            | Toul    | Saint-Jean du Vieil-Aître était le chef de la Commanderie de Lorraine                  |
| Commanderie de | La Neuville               | Templiers                  |          |            | Châlons | Châlons                                                                                |
| Commanderie de | Pontaubert                | Hospitaliers               |          |            | Autun   |                                                                                        |
| Commanderie de | Robécourt                 | Hospitaliers               |          |            | Toul    |                                                                                        |
| Commanderie de | Ruetz                     | Templiers                  |          |            | Châlons |                                                                                        |
| Commanderie de | Saint-Amand               | Hospitaliers               | c. 1189  |            | Châlons |                                                                                        |
| Commanderie de | Saint-Mard                | Templiers                  |          |            | Langres |                                                                                        |
| Commanderie de | Le Saulce-d'Island        | Templiers                  |          |            | Autun   |                                                                                        |
| Commanderie de | Thors                     | Templiers                  |          |            | Langres |                                                                                        |
| Commanderie de | Verdun                    |                            |          |            | Trèves  | aussi appelée Commanderie de Saint-Urbain                                              |
| Prieuré de | Voulaines                 | Templiers                  |          |            | Langres | Siège du Grand-Prieuré                                                                 |
| Localisation des commanderies : Chaque commanderie est localisée par sa commune de rattachement et par son département. Le nom de la commune n'a pas été indiqué s'il est identique à celui de la commanderie. 1. 2. 3. 4. 5. 6. 7. 8. 9. 10. 11. 12. 13. 14. 15. 16. 17. 18. 19. 20. 21. 22. 23. 24. 25. 26. 27. 28. |                           |                            |          |            |         |                                                                                        |

D'après Jean-Marc Roger, Le prieuré de Champagne des Chevaliers de Rhodes : Thèse de paris IV 2001, Université Paris-Sorbonne, 2003, 2000 p.

## Maisons et possessions dépendantes des commanderies du grand prieuré de Champagne
| Titre | Maison                | Origine                   | Création | Rattachement                          | Observations                                                    |
| --- | --------------------- | ------------------------- | -------- | ------------------------------------- | --------------------------------------------------------------- |
| Maison de | Beauvoir              | Templiers                 |          | Épailly                               |                                                                 |
| Maison de | Bécou                 |                           |          | Beaune                                |                                                                 |
| Maison d' | Épinal                | Hospitaliers              |          | Robécourt                             |                                                                 |
| Commanderie de | Beauchemin            | Templiers                 |          | Mormant                               |                                                                 |
| Commanderie d' | Avosne                | Templiers                 |          | Bure                                  |                                                                 |
| Commanderie d' | Arrentières           | Templiers                 |          | Thors                                 |                                                                 |
| Commanderie d' | Avillers              | Templiers                 |          | Thors                                 |                                                                 |
| Hôpital d' | Aulnoy                | Hospitaliers              |          | Metz                                  |                                                                 |
| Maisons de | Bar-sur-Aube          | Hospitaliers et Templiers |          |                                       |                                                                 |
| Membre de | Bonnevaux             | Templiers                 |          | Mormant                               |                                                                 |
| Maison de | Bourguignon           |                           |          | Beaune                                |                                                                 |
| Maison de | Bretenay              |                           |          | Beaune                                |                                                                 |
| Commanderie de | Briey                 | Templiers                 |          | Pierrevillers                         |                                                                 |
| Commanderie de | Buxières              | Templiers                 |          | Avalleur                              |                                                                 |
| Hôpital de | Champignolle          | Hospitaliers              |          | Beaune                                |                                                                 |
| Maison de | Cuitefève             | Hospitaliers              |          | Saint-Jean du Vieil-Aître             |                                                                 |
| Maison de | Escoutot              | Hospitaliers              |          | Bellecroix                            |                                                                 |
| Maison d' | Espercey              | Templiers                 |          | La Romagne                            |                                                                 |
| Maison de | Estury                | Hospitaliers              |          | les Nouvaux                           |                                                                 |
| Commanderie de | Fauverney             | Templiers                 |          | Bure                                  |                                                                 |
| Commanderie de | Faverolles            |                           |          |                                       |                                                                 |
| Commanderie de | Fontenay              | Templiers                 |          | Marchesoy                             |                                                                 |
| Commanderie de | Genrupt               | Templiers                 |          | La Romagne                            |                                                                 |
| Maison d' | Hardancourt           |                           |          | Vircourt                              |                                                                 |
| Commanderie de | la Chassagne          | Templiers                 |          | La Romagne                            | Identique à Mormant                                             |
| Commanderie de | Langres               |                           |          |                                       | Hôpital qui était dans le groupe d'hôpital dépendant de Mormant |
| Commanderie de | le Val-des-Dames      | Augustins                 |          | Mormant                               |                                                                 |
| Maison de | Maison-Neuve          |                           |          | Beaune                                |                                                                 |
| Commanderie du | Petit temple de Dijon | Templiers                 |          | Bure                                  |                                                                 |
| Hôpital de | Sacquenay             | Hospitaliers              |          | La Romagne puis la Madeleine de Dijon |                                                                 |
| Commanderie du | Temple d'Épernay      | Templiers                 |          | Neuville                              | seul du diocèse de Reims au Prieuré de Champagne                |
| Maison de | la Vêvre              | Templiers                 |          | Marchesoy                             |                                                                 |
| Commanderie de | Villoncourt           | Templiers                 |          | Lorraine                              | appelée aussi Vuilloncourt                                      |
| Commanderie de | Vircourt              | Templiers                 |          | Commanderie de Lorraine               | Membre de Robécourt après 1512                                  |
| Commanderie | le Donjon de Wassy    | Templiers                 |          | Thors                                 |                                                                 |
| Commanderie de | Velle-sous-Gevrey     | Templiers                 |          | Bure                                  |                                                                 |
| Commanderie de | Xugney                | Templiers                 |          | Lorraine                              | Membre de Saint-Jean du Vieil-Aître après 1512                  |
| Localisation des maisons : Chaque maison est localisée par sa commune de rattachement et par son département. Le nom de la commune n'a pas été indiqué s'il est identique à celui de la maison. 1. 2. 3. 4. 5. 6. 7. 8. 9. 10. 11. 12. 13. 14. 15. 16. 17. 18. 19. 20. 21. 22. 23. 24. 25. |                       |                           |          |                                       |                                                                 |

D'après Jean-Marc Roger, Le prieuré de Champagne des Chevaliers de Rhodes : Thèse de paris IV 2001, Université Paris-Sorbonne, 2003, 2000 p.